# Kommunalval
Kommunalval kallas ett val genom vilket ledamöterna i den lokala kommunfullmäktige, regionfullmäktige eller motsvarande organ utses.

## Kommunalval efter nation
- Kommunalval i Finland
- Kommunalval i Portugal
- Kommunalval i Sverige